# Vizovické vrchy
Vizovické vrchy är en bergskedja i Tjeckien. Den ligger i den östra delen av landet, 260 km öster om huvudstaden Prag.